# Aphalara
Aphalara är ett släkte av insekter som beskrevs av Förster 1848. Aphalara ingår i familjen rundbladloppor.

## Dottertaxa tillAphalara, i alfabetisk ordning[1][2]
- Aphalara affinis
- Aphalara avicularis
- Aphalara borealis
- Aphalara calthae
- Aphalara confusa
- Aphalara crispicola
- Aphalara curta
- Aphalara dentata
- Aphalara exilis
- Aphalara freji
- Aphalara grandicula
- Aphalara hedini
- Aphalara itadori
- Aphalara loca
- Aphalara loginovae
- Aphalara longicaudata
- Aphalara maculata
- Aphalara maculipennis
- Aphalara manitobaensis
- Aphalara monticola
- Aphalara nigra
- Aphalara nigrimaculosa
- Aphalara nubifera
- Aphalara ossiannilssoni
- Aphalara pauli
- Aphalara persicaria
- Aphalara polygoni
- Aphalara purpurascens
- Aphalara rumicicola
- Aphalara rumicis
- Aphalara sauteri
- Aphalara simila
- Aphalara steironemicola
- Aphalara tecta
- Aphalara ulicis